# Jørn Utzon
Jørn Utzon (Copenhague, 9 de abril de 1918 — Copenhague, 29 de novembro de 2008) foi um arquiteto dinamarquês, radicado na Finlândia, onde trabalhou com Alvar Aalto.
Utzon tornou-se conhecido pelo projeto do Sydney Opera House, na Austrália. Na ocasião de sua morte, a Sydney Opera House, além de publicar um tributo a ele, reduziu a iluminação externa do edifício por uma hora. Além disso, a ponte do porto de Sydney teve suas bandeiras hasteadas a meio mastro na segunda-feira seguinte à sua morte.
Jørn Utzon recebeu o Prêmio Pritzker de 2003.

## Trabalhos na Dinamarca

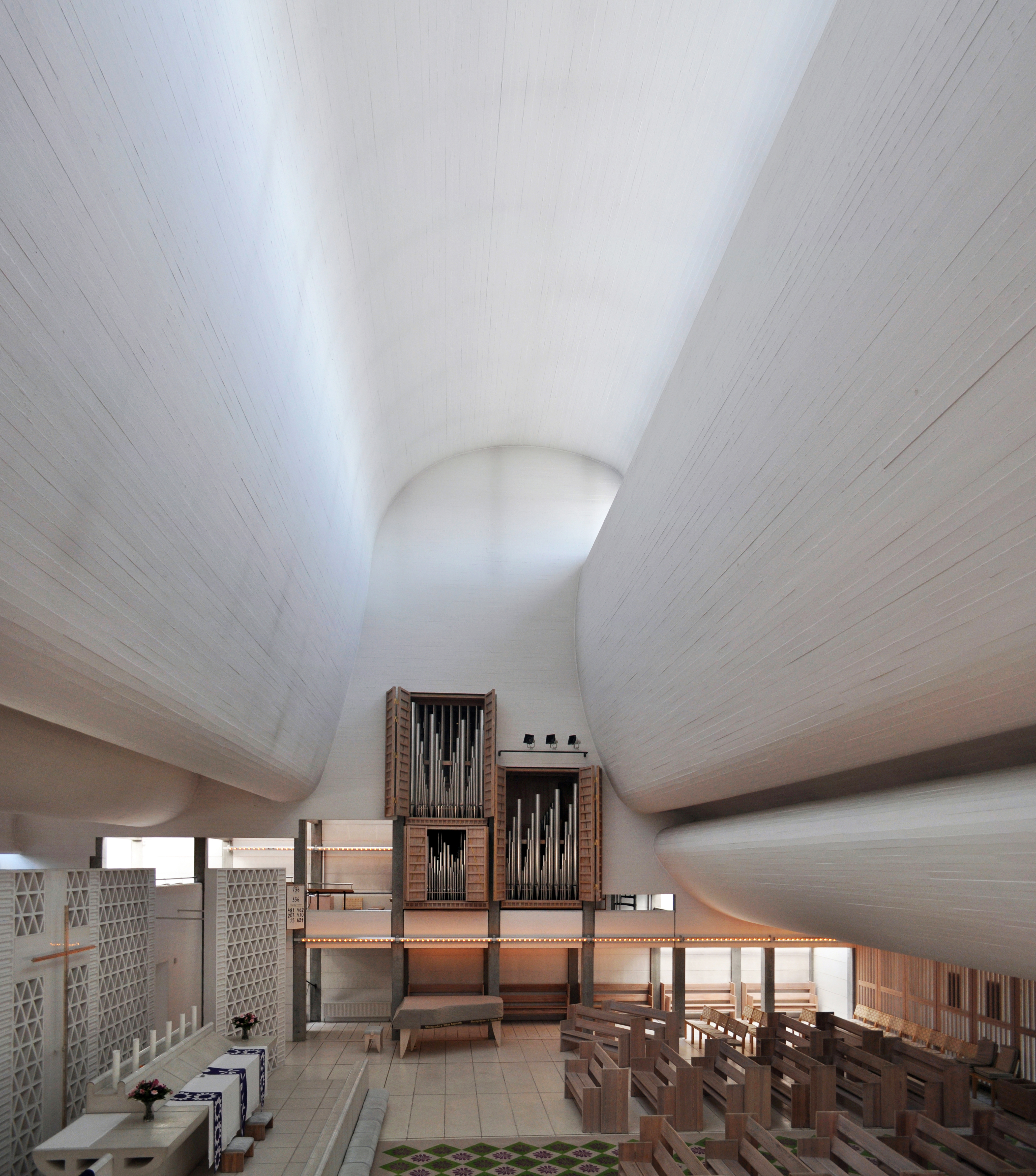
Igreja de Bagsværd perto de Copenhague (1968 a 1976)

Embora algumas das obras mais notáveis de Utzon estejam espalhadas pelo mundo, ele foi mais prolífico em sua Dinamarca natal, cuja paisagem o inspirou mais do que qualquer outro. A Igreja de Bagsværd, ao norte de Copenhague, é considerada uma obra-prima da arquitetura de igreja contemporânea, graças ao seu interior claro e naturalmente iluminado e seu teto de concreto com abóbadas arredondadas inspiradas nas nuvens.

## Sydney Opera House

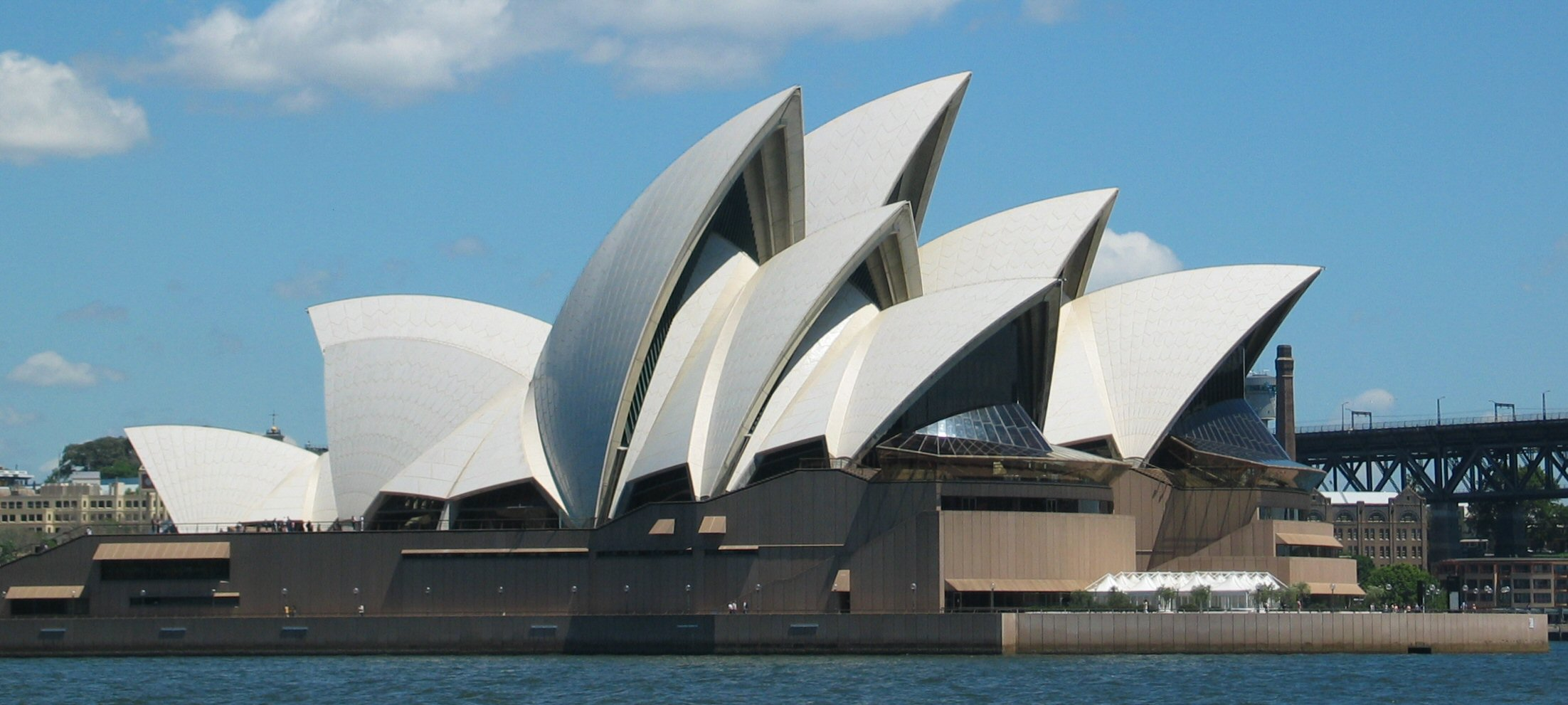
Sydney Opera House

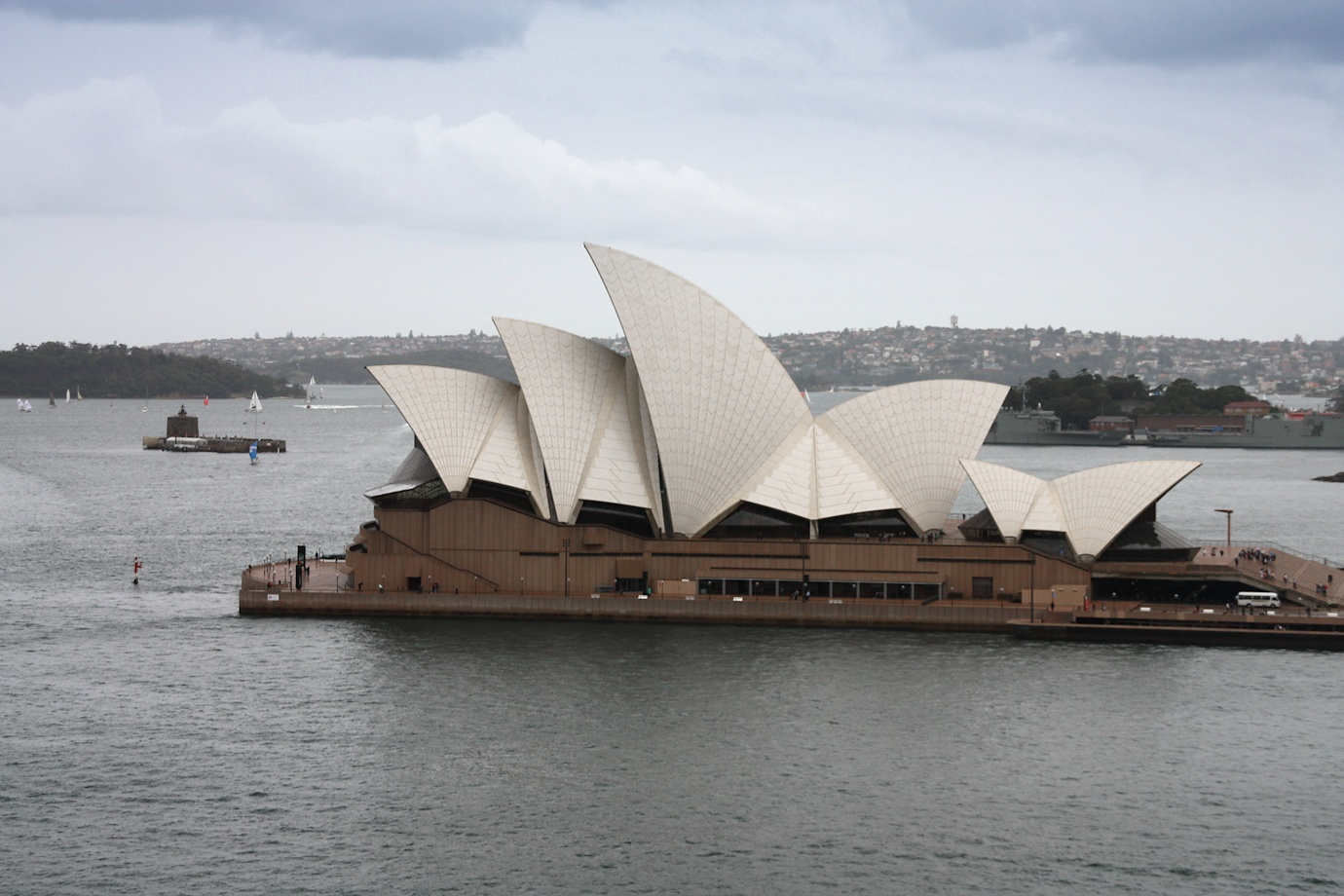
Sydney Opera House - vista lateral

Em 1957, Utzon inesperadamente ganhou o concurso para projetar a Sydney Opera House. Sua apresentação foi um dos 233 projetos de 32 países, muitos deles dos arquitetos mais famosos da época. Embora ele já tivesse vencido seis outros concursos de arquitetura anteriormente, a Opera House foi seu primeiro projeto não doméstico. Um dos juízes, Eero Saarinen, descreveu-o como "gênio" e declarou que não poderia endossar nenhuma outra escolha. Os projetos apresentados por Utzon eram pouco mais do que desenhos preliminares. A carreira de consultor do Dr. Emory Kemp que começou na empresa de Ove Arup, onde conduzia cálculos analíticos para o telhado, observando que não era uma tarefa simples, já que os esboços de Utzon foram projetados para embelezar a beleza do marco internacional, não necessariamente para a matemática simples. Preocupado com os atrasos que levariam à falta de apoio público, o governo Cahill de Nova Gales do Sul, no entanto, autorizou o início dos trabalhos em 1958. A consultoria britânica de engenharia Ove Arup and Partners lançou licitações sem desenhos de trabalho adequados e os trabalhos de construção começaram em 2 de março de 1959. Como resultado, as colunas do pódio não eram fortes o suficiente para suportar o telhado e tiveram que ser reconstruídas. A situação foi complicada pela morte de Cahill em outubro de 1959. 
A estrutura extraordinária das próprias conchas representou um quebra-cabeça para os engenheiros. Isso não foi resolvido até 1961, quando o próprio Utzon finalmente encontrou a solução. Ele substituiu as conchas elípticas originais por um design baseado em seções complexas de uma esfera. Utzon diz que seu projeto foi inspirado no simples ato de descascar uma laranja: as 14 conchas do edifício, se combinadas, formariam uma esfera perfeita. Embora Utzon tivesse planos espetaculares e inovadores para o interior desses corredores, ele foi incapaz de realizar esta parte de seu projeto. Em meados de 1965, o governo liberal de Robert Askin, em Nova Gales do Sul, foi eleito. Askin tinha sido um 'crítico vocal do projeto antes de ganhar o cargo'. Seu novo Ministro de Obras Públicas, Davis Hughes foi ainda menos simpático. Elizabeth Farrelly, crítica de arquitetura australiana escreveu queː
Em um jantar festivo na noite da eleição em Mosman, a filha de Hughes, Sue Burgoyne, gabou-se de que seu pai logo iria demitir Utzon. Hughes não tinha interesse em arte, arquitetura ou estética. Fraude, além de filisteu, foi denunciado perante o Parlamento e abandonado como líder do Partido do País por 19 anos por alegar falsamente um diploma universitário. A Opera House deu a Hughes uma segunda chance. Para ele, como para Utzon, era tudo uma questão de controle; sobre o triunfo da mediocridade local sobre o gênio estrangeiro. 
Utzon logo se viu em conflito com o novo ministro. Na tentativa de controlar o custo crescente do projeto, Hughes começou a questionar a capacidade de Utzon, seus projetos, cronogramas e estimativas de custos, recusando-se a pagar os custos de operação. Em 1966, depois que um pedido final de Utzon para que o fabricante de compensados Ralph Symonds fosse um dos fornecedores da estrutura do telhado foi recusado, ele pediu demissão do emprego, fechou seu escritório em Sydney e jurou nunca mais voltar à Austrália. Quando Utzon saiu, os projéteis estavam quase completos e os custos somaram apenas US$ 22,9 milhões. Após grandes mudanças nos planos originais para os interiores, os custos finalmente aumentaram para US$ 103 milhões. 
A Opera House foi finalmente concluída e inaugurada em 1973 por Elizabeth II, Rainha da Austrália. O arquiteto não foi convidado para a cerimônia, nem mesmo seu nome foi citado em nenhum dos discursos. Ele foi, no entanto, reconhecido mais tarde, quando foi convidado a projetar atualizações para o interior da casa de ópera. A sala Utzon, com vista para o porto de Sydney, foi oficialmente inaugurada em outubro de 2004. Em uma declaração na época, Utzon escreveu: "O fato de eu ser mencionado de forma tão maravilhosa me dá o maior prazer e satisfação. "Eu não acho que você pode me dar mais alegria como arquiteto. Ela substitui qualquer medalha de qualquer tipo que eu pudesse ter e conseguido". Além disso, Frank Gehry, um dos juízes do prêmios Pritzker, comentaram: "Utzon fez um edifício bem à frente de seu tempo, muito à frente da tecnologia disponível, e ele perseverou através de publicidade extraordinariamente maliciosa e críticas negativas para construir um edifício que mudou a imagem de um país inteiro".

## Edifícios e projetos
Grandes projetos construídos

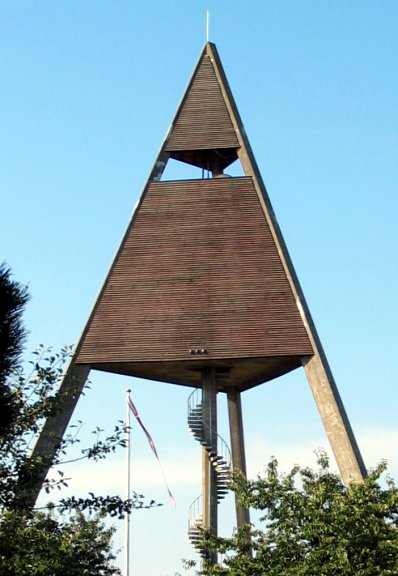
Torre de água Svaneke (1951)

- Torre de água em Svaneke, Bornholm, Dinamarca, 1952[3]
- Casa do arquiteto, Hellebæk, Dinamarca, 1952[4]
- House in Holte, Dinamarca, 1953[4]
- Kingo Houses, Helsingør, Dinamarca, 1956–59[5]
- Elineberg Housing, Helsingborg, Suécia, 1966[6]
- Projeto habitacional Planetstaden em Lund, Suécia, 1957–58[7]
- Sydney Opera House, Sydney, Australia, 1973[8]
- Casa de Fredensborg, habitação com pátio em Fredensborg, Dinamarca, 1965[5]
- MMelli Bank, Universidade de Teerã, Teerã, Irã, 1962[9]
- Hammershøj Care Centre, Helsingør, Denmark, 1966[6]
- Sistema de construção Espansiva, casas unifamiliares pré-fabricadas, Dinamarca, 1960s[10]
- Igreja de Bagsværd, Bagsværd, Dinamarca, 1976[3]
- Can Lis, casa do arquiteto, Maiorca, Espanha, 1971[4]
- Assembleia Nacional do Kuwait, Cidade do Kuwait, Kuwait, 1982[3]
- Loja de móveis Paustian, Copenhagen, Dinamarca, 1987[3]
- Can Feliz, Maiorca, Espanh, 1994[11]
- Skagen Odde Nature Center, Skagen, Dinamarca, 1989 (concluído por seu filho Jan Utzon em 1999-2000)[12]
- Utzon Center, Aalborg, 2008 (com Kim Utzon )[13]

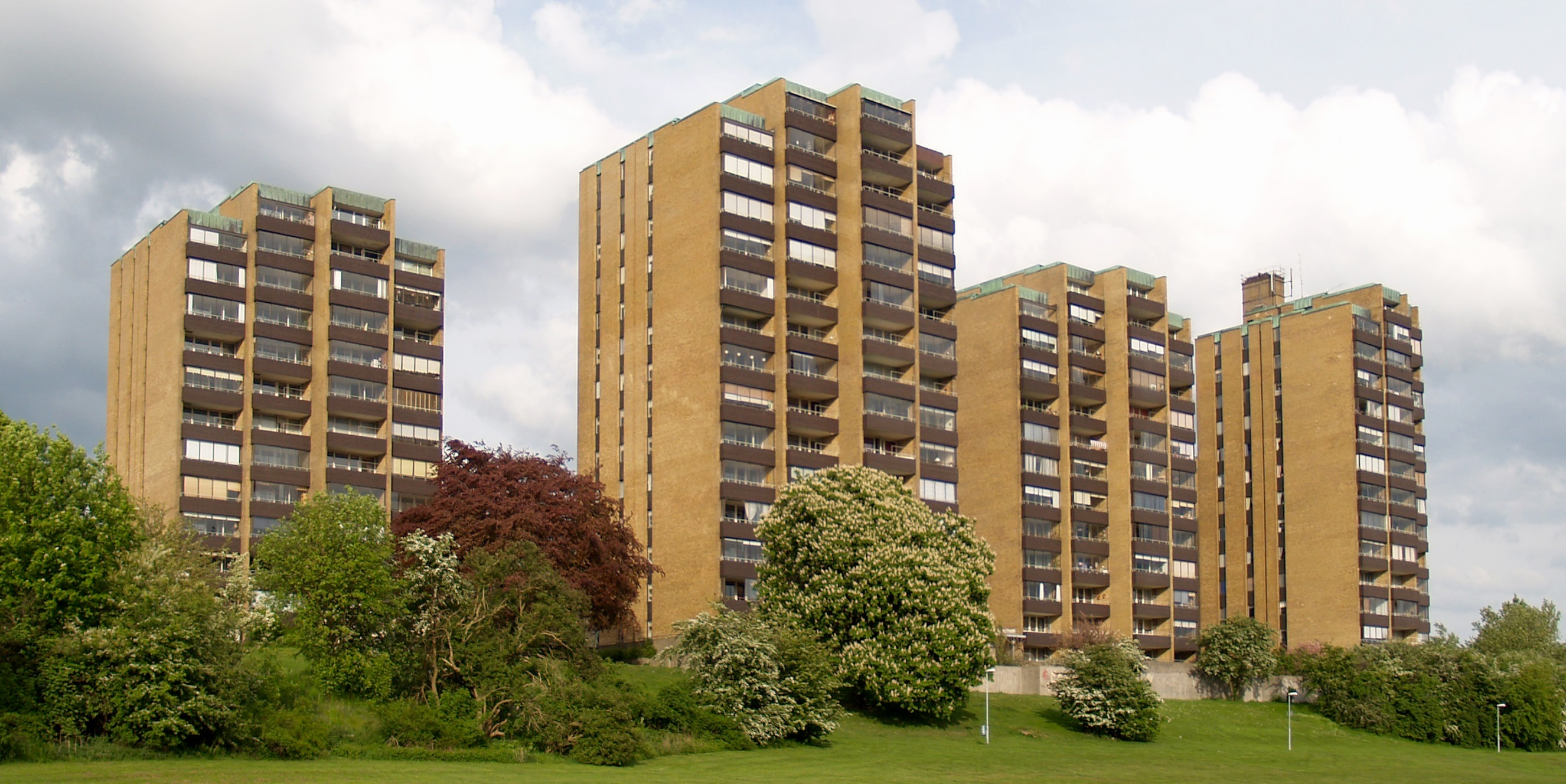
Elineberg Housing, Helsingborg, Suécia, (1954–1966)
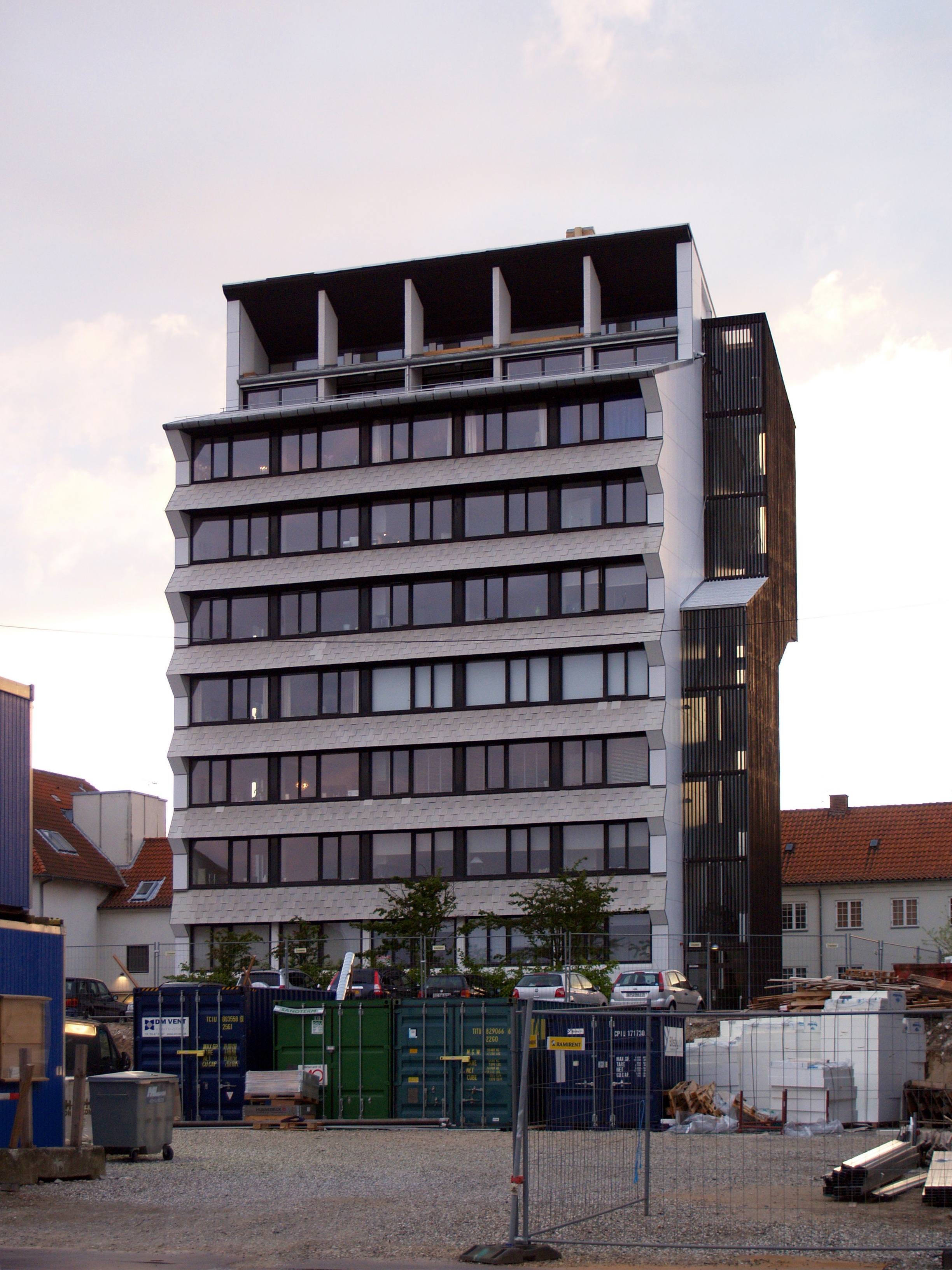
Hammershøj Care Centre, Helsingør, Dinamarca, (1962–1966)
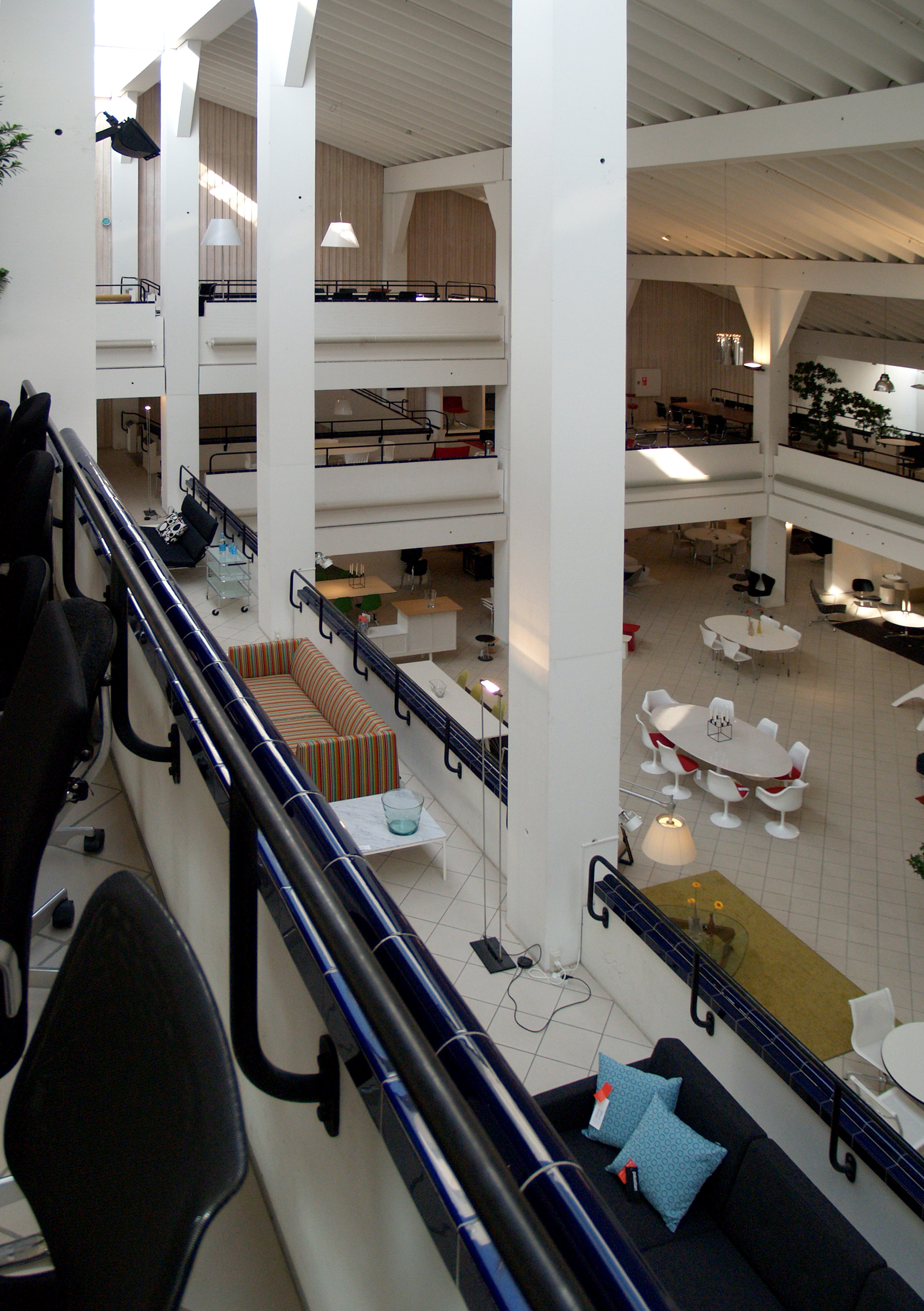
Loja de móveis Paustian, Copenhagen (1987)
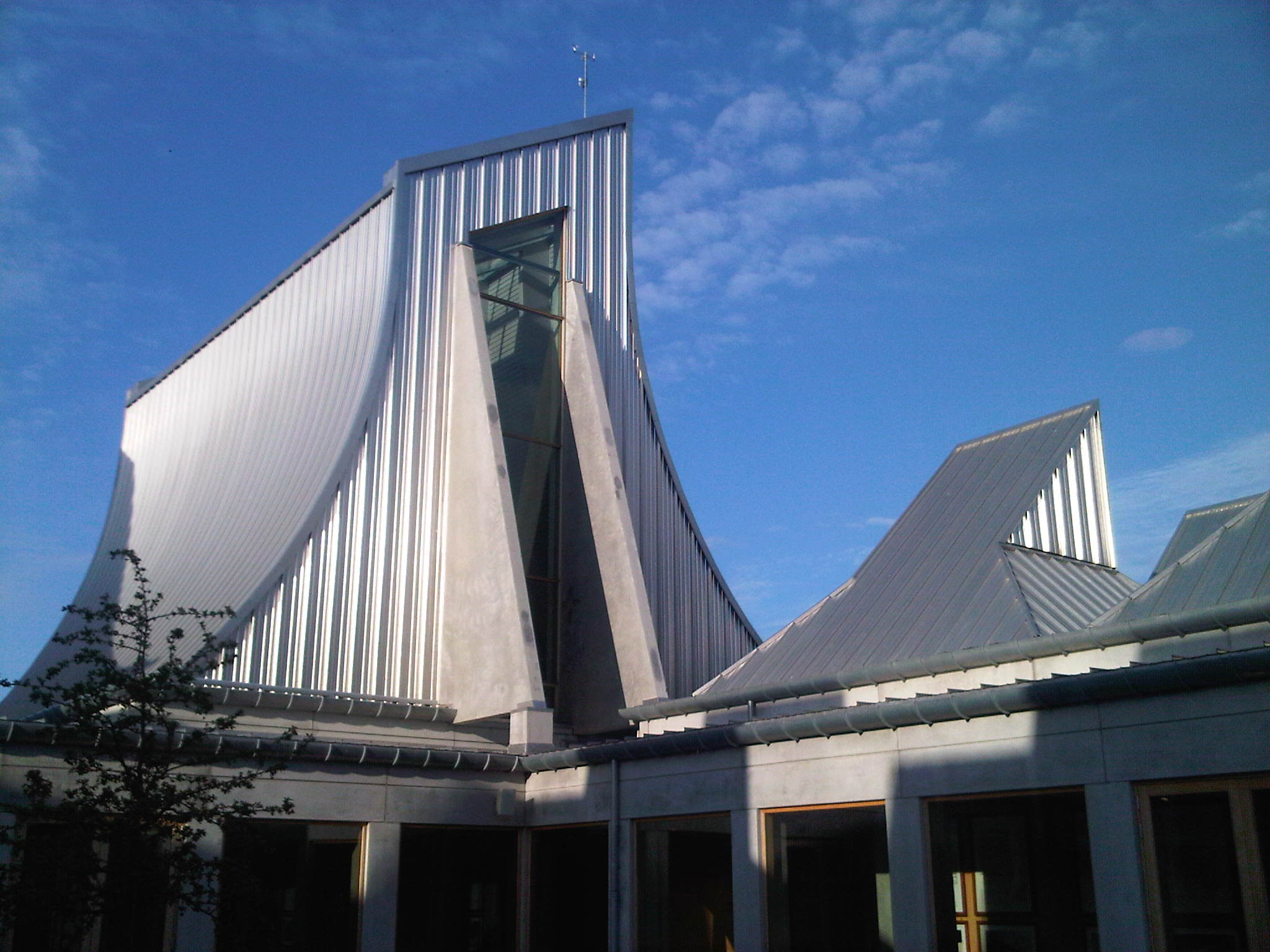
Utzon Center, Aalborg (2005–2008)

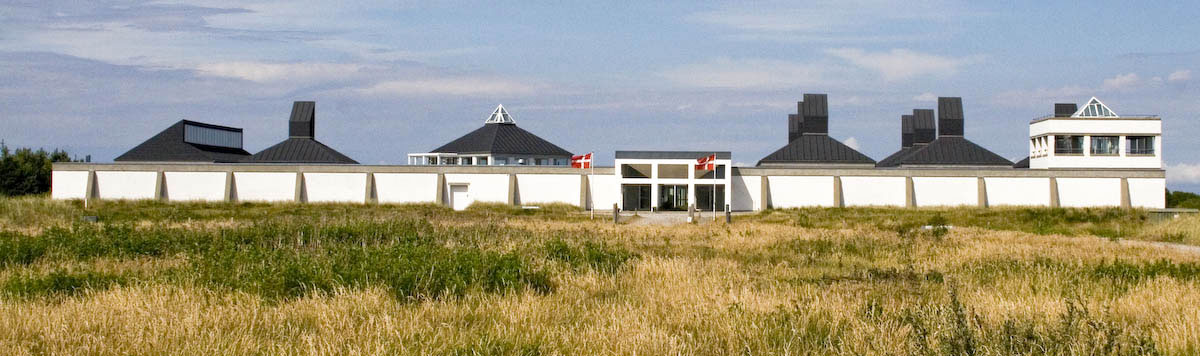
Skagen Odde Naturcenter, Dinamarca, 1989 (concluído por seu filho Jan Utzon em 1999-2000)

## Trabalhos escritos
Livros
- Jørn Utzon, The Courtyard Houses: Logbook Vol. I, Copenhagen, Edition Bløndal, 2004, 180 pages. ISBN 87-91567-01-7
- Jørn Utzon, Bagsværd Church: Logbook Vol. II, Copenhagen, Edition Bløndal, 2005, 168 pages. ISBN 87-91567-07-6
- Jørn Utzon, Two Houses on Majorca: Logbook Vol. III, Copenhagen, Edition Bløndal, 2004, 76 pages. ISBN 87-91567-03-3
- Jørn Utzon, Kuwait National Assembly: Logbook Vol. IV, Copenhagen, Edition Bløndal, 2008, 312 pages. ISBN 87-91567-21-1
- Jørn Utzon, Additive Architecture: Logbook Vol. V, Copenhagen, Edition Bløndal, 2009, 312 pages. ISBN 87-91567-23-8
- Jørn Utzon and Philip Drew, Sydney Opera House, London, Phaidon Press, 1995, 60 pages. ISBN 0-7148-3297-9
- Martin Keiding and Kim Dirckinck-Holmfeld (ed.), Utzon and the new tradition, Utzon Library, Copenhagen, Danish Architectural Press, 2005, 262 pages. ISBN 87-7407-313-3
- Martin Keiding and Kim Dirckinck-Holmfeld (ed.), Utzon's own houses, Utzon Library, Copenhagen, Danish Architectural Press, 2004. ISBN 87-7407-316-8

Artigos de jornal
- Jørn Utzon e Tobias Faber, Tendenser i nutidens arkitektur, Arkitektur, Copenhagen, 1947 (em dinamarquês)
- Jørn Utzon, Additiv arkitektur, Arkitektur, Copenhagen 1970, No. 1 (em dinamarquês)
- Jørn Utzon, Platforms and Plateaus: Ideas of a Danish Architect, Zodiac 10, Milan 1962
- Jørn Utzon e outros, um levantamento do trabalho de Utzon, algumas descrições de Utzon e a Sydney Opera House como finalmente contemplada, Zodiac 5, Milan 1959[14]
- Jørn Utzon e outros, as descrições de Utzon da Ópera de Sydney, do Museu Silkeborg e do Teatro de Zurique. Também Jørn Utzon e a Terceira Geração de Giedion, Zodiac 14, Milan 1965.[15]